# Stephen Kent (Chemiker)
Stephen Brian Henry Kent (* 12. Dezember 1945 in Wellington) ist ein neuseeländischer Chemiker (Proteinchemie). 
Kent erhielt seinen Bachelor-Abschluss 1968 von der Victoria University of Wellington, seinen Master-Abschluss 1970 von der Massey University und seinen Doktortitel 1975 von der University of California, Berkeley. Von 1974 bis 1977 forschte er an der Rockefeller University (bei Robert Bruce Merrifield), wo er 1977 Assistant Professor wurde und bis 1981 blieb. Von 1983 bis 1989 war er Research Professor am Caltech, 1989 wurde er Professor an der Bond University und am Scripps Research Institute in La Jolla von 1991 bis 1996. Von 1997 bis 2000 war er Chief Scientist bei Gryphon Sciences. Ab 2001 war er Professor an der University of Chicago und von 2003 bis 2009 Direktor des dortigen Institute for Biophysical Dynamics. 
Er beschäftigt sich mit der Totalsynthese von Proteinen und war Mitte der 1990er Jahre ein Pionier der nativen chemischen Ligation und anderer Methoden der chemischen Ligation von Proteinen (Totalsynthese großer Proteine aus kleineren, ungeschützten Peptiden, die beispielsweise durch schrittweise Festphasen-Peptidsynthese (SPPS) hergestellt werden). Er entwickelt auch neuartige synthetische Proteine und modifizierte biologische Proteine. Aus den in der Natur vorkommenden L-Protein-Molekülen (das L und D steht für die Chiralität) entwickelte er unter anderem Spiegelmoleküle (D-Proteine). D-Proteine haben eine potenzielle Verwendung bei der Abwehr von krankheitsverursachenden natürlichen Proteinzielen, und im Gegensatz zu natürlichen Proteinen sind D-Proteine resistent gegen natürliche Proteasen und nicht immunogen. D-Proteine werden auch für die racemische Protein-Röntgenkristallographie verwendet. Die Proteinkristallisation wird durch eine racemische Mischung von spiegelbildlichen Proteinmolekülen stark erleichtert. 
Kent erhielt 2017 die Prelog-Medaille. Außerdem erhielt er 1994 den Ralph F. Hirschmann Award in Peptide Chemistry von der American Chemical Society, 2002 den Kaiser Award von der Protein Society, 2004 den Vincent du Vigneaud Award und 2009 den Merrifield Award von der American Peptide Society, 2010 den Akabori Award von der Japanese Peptide Society, 2010 den Josef Rudinger Memorial Award der European Peptide Society, 2011 den Bader Award der American Chemical Society, 2013 die Leach-Medaille des Lorne Protein Symposium und 2018 den ersten Scoffone Award der Italian Peptide Society. Er ist Mitglied der American Association for the Advancement of Science (2000). 

## Schriften
- mit P. E. Dawson: Synthesis of native proteins by chemical ligation,  Annual Review of Biochemistry, Band 69, 2000, S. 923–960.
- Stephen B. H. Kent: Inventing Synthetic Methods to Discover How Enzymes Work. GNT-Verlag, Berlin 2022, ISBN 978-3-86225-129-2.